# Турзовка
Ту́рзовка (словац. Turzovka, венг. Turzófalva) — город в северной Словакии у подножья Яворников на реке Кисуца. Население — около 7 тысяч человек.

## История
Турзовку основал вельможа Юрай Турзо в 1598 году. В 1784 в Турзовке уже жило 4832 жителей в 864 домах, главным образом ремесленники, крестьяне и лесорубы. До 1948 года Турзовка была малоразвитым горным городком. Лишь в 1950-x годах здесь началась индустриализация.

## Население
| Год:                | 1994 | 2004    | 2014    | 2024     |
| ------------------- | ---- | ------- | ------- | -------- |
| Количество человек: | 7611 | 7792    | 7660    | 6853     |
| Разница:            |      | +2,37 % | −1,69 % | −10,53 % |

## Достопримечательности
- Приходской костёл св. Марии

## Города-побратимы
- Фридлант-над-Остравици, Чехия
- Кенты, Польша

## Известные уроженцы
- Булик, Любомир (род. 1957) — словацкий генерал, начальник Генерального штаба Вооружённых сил Словацкой Республики (2004—2011).